# Blaze Berdahl
Blaze Berdahl est une actrice américaine, née le 6 septembre 1980 à New York, État de New York (États-Unis).

## Filmographie

### Cinéma
- 1989 : Simetierre (Pet Sematary) : Ellie Creed
- 1993 : Les Quatre Dinosaures et le Cirque magique (We're Back! A Dinosaur's Story) : Buster (Voix)
- 1997 : Strong Island Boys : Heather Weinberg

### Télévision
- 1992-1995 : Ghoswriter (Série TV) : Lenni Frazier
- 1993 : Another World (Série TV) : Palm Reader
- 1995 : On ne vit qu'une fois (One Life to Live) (Série TV) : Une adolescente
- 1996 : Aliens in the Family (Série TV) : Jennifer
- 2004 : New York 911 (Série TV) : Blaze Autumn Berdahl
- 2015 : DC Super Friends (Série TV) : Cheetah (Voix)